# Younghoe Koo
Younghoe Koo (Hangul: 구영회; nacido el 3 de agosto de 1994) es un jugador profesional surcoreano de fútbol americano que juega en la posición de pateador y actualmente milita en los Atlanta Falcons de la National Football League (NFL).

## Biografía
Koo nació en Seúl, hijo de Seungmae Choi y Hyunseo Koo. Jugó fútbol cuando era niño y ganó una competencia regional de remates. Asistió a sexto grado en los Estados Unidos después de mudarse a Nueva Jersey para vivir con su madre, quien había ido al país dos años antes para convertirse en enfermera mientras el padre de Koo permanecía en Seúl como profesor universitario.
Koo jugó en el equipo de fútbol americano de Ridgewood High School en Ridgewood, Nueva Jersey. Fue nombrado Jugador Más Valioso del equipo en su última temporada, contribuyendo tanto en equipos especiales como en defensa, donde registró seis intercepciones.
Koo fue un jugador de los Georgia Southern Eagles por cuatro años, donde fue seleccionado al primer equipo de la Sun Belt Conference su última temporada, durante la cual convirtió 19 de 20 intentos de gol de campo. Koo también fue nombrado finalista del Premio Lou Groza, otorgado anualmente al mejor pateador universitario de la nación. Al final de su carrera universitaria convirtió el 88,6% de sus intentos de gol de campo, un récord del equipo de Georgia Southern.

## Carrera

### Los Angeles Chargers
Koo firmó con Los Angeles Chargers como agente libre no reclutado luego del Draft de la NFL de 2017. Ganó el puesto titular sobre el pateador titular Josh Lambo luego de la conclusión de la pretemporada. Koo se convirtió en el cuarto jugador en la historia de la NFL nacido en Corea del Sur.
En el primer partido de la temporada 2017 contra los Denver Broncos, el intento de gol de campo de 44 yardas de Koo en los últimos segundos del juego fue bloqueado por Shelby Harris de los Broncos, y los Chargers perdieron 24-21. La patada tuvo pocas posibilidades de éxito después de que Denver abrumara la línea de los Chargers en la jugada. Un intento anterior de Koo fue exitoso, pero fue cancelado después de que los Broncos pidieron un tiempo fuera justo antes de iniciar la jugada. La semana siguiente, Koo falló un intento de 44 yardas para ganar el juego en la derrota por 19-17 ante los Miami Dolphins.
Las siguientes dos semanas, Koo convirtió sus dos intentos de gol de campo y los cuatro punto extra. Sin embargo, los Chargers con marca de 0-4 lo liberaron del equipo después de la Semana 4, reemplazándolo por el veterano de 10 años Nick Novak. El entrenador en jefe de los Chargers, Anthony Lynn, dijo que quería "alguien con un poco más de consistencia y experiencia" que Koo. Lynn agregó que "Creo que Koo va a tener una larga carrera en la NFL ... Muchos novatos son eliminados al principio de su carrera, y vuelven y juegan durante muchos años ... Koo es un talentoso pateador." En su corto tiempo con los Chargers, Koo anotó 3 de 6 goles de campo, ocho touchback y 14 patadas de salida.

### Atlanta Legends
El 14 de enero de 2019, Koo firmó con los Atlanta Legends de la Alliance of American Football (AFF). El 9 de febrero, anotó los primeros puntos en la historia de la temporada regular de la AAF, logrando un gol de campo de 38 yardas contra los Orlando Apolos. Después de que los Legends comenzaran la temporada con marca de 0-3, el 3 de marzo Koo pateó dos goles de campo, incluido el ganador del juego de 33 yardas contra los Arizona Hotshots para sellar la victoria de Atlanta por 14-11. La semana siguiente contra el Memphis Express, marcó en sus tres intentos, incluido el gol de campo de 35 yardas ganador del juego con nueve segundos restantes para asegurar una victoria de 23-20, y finalmente fue nombrado Jugador de la Semana de Equipos Especiales de la AAF. Aunque la liga cesó sus operaciones a mitad de temporada en abril de 2019, Koo había tenido un registro perfecto con 14 de 14 en sus goles de campo.

### New England Patriots
Luego de la suspensión de la AAF, Koo trabajó con los Chicago Bears, que necesitaban un pateador después de liberar a Cody Parkey, pero terminó sin firmar con el equipo. Después de que el pateador Stephen Gostkowski fuera colocado en la lista de reservas de lesionados, los New England Patriots firmaron a Koo en su escuadrón de práctica el 4 de octubre de 2019. Sin embargo, el 15 de octubre de 2019 fue puesto en libertad.

### Atlanta Falcons
El 29 de octubre de 2019, los Atlanta Falcons firmaron a Koo después de liberar al máximo anotador en la historia de la franquicia, Matt Bryant. En su debut con los Falcons, Koo hizo sus cuatro goles de campo (incluido uno de 48 yardas) y sus dos puntos extra en una sorpresiva victoria por 26-9 sobre los New Orleans Saints. Fue nombrado Jugador de la Semana de Equipos Especiales de la NFC por su desempeño. En la Semana 13 contra los New Orleans Saints el Día de Acción de Gracias, Koo lanzó tres patadas laterales exitosas, una de las cuales fue anulada por una falta, en la derrota 26-18. En la Semana 14 contra los Carolina Panthers, Koo anotó cuatro goles de campo (incluido uno de 50 yardas), cuatro puntos extra y recuperó un balón suelto forzado por su compañero de equipo Damontae Kazee sobre el receptor abierto Greg Dortch durante un regreso de patada inicial en la victoria por 40-20. Por esta actuación, fue nombrado Jugador de la Semana de Equipos Especiales de la NFC por segunda vez.
El 18 de febrero de 2020, Koo firmó una extensión de contrato por un año con los Falcons. El 21 de diciembre de 2020, fue anunciado como uno de los pateadores convocados al Pro Bowl junto a Justin Tucker de los Baltimore Ravens.